# Mirta Simone
Mirta Simone (Buenos Aires, 19 de agosto de 1960) es una psicopedagoga argentina, investigadora, dirigente política y sindical, Licenciada en Ciencias Políticas, mediadora, militante social de la educación popular, docente universitaria, asesora pedagógica, analista institucional y formadora de docentes y dirigentes sindicales.
Desde diciembre de 2021 ocupa el cargo de Ministra de Desarrollo Social, Familia, Mujer y Juventud de la provincia del Chubut. Además, es vicepresidenta del Consejo Federal de Niñez, Adolescencia y Familia, y consejera titular del Consejo Federal de Mujeres, Géneros y Diversidad.

## Biografía
Nació en Capital Federal el 19 de agosto de 1960. Creció en la ciudad de San Miguel, en provincia de Buenos Aires. Sus padres, Ángel y Pety, eran comerciantes. A sus 18 años comenzó su formación académica mediante la carrera de psicopedagogía. Mientras cursaba sus estudios, trabajó en la municipalidad de La Matanza, en jardines integrales destinados a familias en situación de vulnerabilidad social. Reside en Trelew (Chubut) desde 1984, lugar donde formó su familia y tuvo dos hijos.

## Formación académica
Es Licenciada en Ciencias Políticas, Psicopedagoga, y Maestra Normal Superior. Asimismo, es Investigadora Universitaria categorizada y Mediadora matriculada en el Superior Tribunal de Justicia. Ha cursado diversos posgrados, incluyendo los siguientes:
- Maestría en Gerencia Pública organizada por la Universidad Nacional de la Patagonia San Juan Bosco (donde trabajó sobre su tesis basada en «La capacidad institucional del Sistema de Protección Integral de Derechos de la Niñez, la Adolescencia y la Familia en la Provincia de Chubut. El caso particular de los Servicios de Protección de Derechos», e incluyendo una pasantía aprobada con calificación distinguida en la Oficina Anticorrupción de Chubut),
- Especialización en Docencia Universitaria organizada por la Universidad Nacional de Cuyo
- Especialización en Investigación Educativa organizada por la Universidad Nacional del Comahue (cuya tesina se centró en «Las concepciones subyacentes sobre la Formación Ética y Ciudadana en los libros de texto de mayor circulación en el Nivel Medio Educativo»)
- Mediación
- Especialización en Mediación Familiar, organizado por Redes Alternativas, Centro de Mediación y Capacitación y homologado por Res. Nº 284/98 del Ministerio de Justicia, Seguridad y Derechos Humanos de la Nación.
- Posgrado en Psicología Universitaria, organizado por la Secretaría de Programación y Evaluación Educativa. Ministerio de Cultura y Educación de la Nación. Dictado por la Universidad Nacional de Córdoba
- Posgrado en Derecho de Familia, organizado por el Superior Tribunal de Justicia de la Provincia del Chubut. Dictado por la Facultad de Ciencias Jurídicas y Sociales de la Universidad Nacional de La Plata
- Posgrado en Psicopedagogía Clínica, organizado por EPPEC (Escuela de Psicopedagogía Clínica, Buenos Aires)

## Trayectoria laboral
A sus 23 años y luego de recibirse de psicopedagoga, trabajó ad honorem en el Equipo de Psicopatología Infantojuvenil de Hospital Dr. Raúl F. Larcade de Provincia de Buenos Aires. Un año más tarde, se trasladó a Trelew con el objetivo de analizar los procesos de aprendizaje en niños y niñas de comunidades originarias, particularmente de los mapuches.
En julio de 1985 fue nombrada mediante concurso como equipo técnico del entonces Consejo Provincial de Educación. En 1987 comenzó a desarrollar su trayectoria como docente de nivel superior en diversas carreras de formación docente y técnico profesional, la que ejerció durante más de 20 años.
Entre 1987 y 1990 participó en la elaboración de diferentes propuestas de ley y reglamentación de las mismas, incluyendo la elaboración de la propuesta de ley para la creación del Centro de Orientación Psicopedagógica y Asistencia a la Comunidad Educativa (Ley 3269/88), y la coordinación de los Profesionales de la Provincia dependientes del Ministerio de Cultura y Educación para la Reglamentación de la Ley 3269/88.
Durante dos años, ejerció como psicopedagoga del Centro de Formación Docente y Apoyo Pedagógico de la Universidad Tecnológica Nacional.
En el año 1996 fue uno de los cinco miembros provinciales de la Comisión de Creación de la UEPPS (Unidad Ejecutora Provincial de Prevención Social), dependiente del Ministerio de Salud y Acción Social durante la reglamentación de la Ley 4262/96. Luego, en 1997, fue miembro de la Comisión de Reglamentación de la Ley de Protección Integral de la Niñez, la Adolescencia y la Familia (Reglamentación Ley 4347).
A lo largo de su carrera, desarrolló su actividad en todos los niveles del sistema educativo (inicial, primario, secundario, superior y universitario). En el nivel superior, fue Jefa del Área Técnico-Profesional y coautora de diversos diseños curriculares y complementaciones, incluyendo el Profesorado de Educación Especial en Discapacidad Visual, Licenciatura en Administración Pública, Tecnicatura Superior en Promoción socio-comunitaria, Tecnicatura Superior en Resolución de Conflictos Organizacionales, Profesorado de Educación Inicial, Especialización Superior en Mediación Escolar, Tecnicatura Superior en Hemoterapia, Especialización Superior en Orientación y Tutoría de los Aprendizajes, entre otros.
Ha dictado una innumerable cantidad de capacitaciones destinadas a docentes y profesionales y fue directora de dos postítulos (Especialización Superior en la Enseñanza de Ciencias Sociales para el Tercer Ciclo de la Educación General Básica y Especialización Superior en Orientación y Tutoría de los Aprendizajes).
Por un breve período fue directora del Instituto Superior de Formación Docente N° 801 donde organizó el primer proceso eleccionario para elegir mediante voto de todos los claustros (docentes, auxiliares, alumnos y graduados) quién sería su sucesor como director.
Durante su ejercicio como Directora Técnica en la Subsecretaría de Desarrollo Humano y Familia dependiente del entonces Ministerio de la Familia y Promoción Social elaboró 20 Programas y Subprogramas que conformaron el Sistema de Protección Integral, y fue autora de los programas sociales: «Familias Solidarias», «Espacios de inclusión para niños y adolescentes», «Creciendo en Oportunidad. Educadores convivenciales para niños y adolescentes», y «Educadores Sociales», entre otros.
Actualmente se desempeña como Ministra de Desarrollo Social, Familia, Mujer y Juventud, vicepresidenta de la COFENAF, consejera titular del Consejo Federal de Mujeres, Géneros y Diversidad, asesora pedagógica de la Facultad de Ciencias Económicas, docente de Psicología Política en la Licenciatura de Ciencias Políticas en la UNPSJB y mediadora.

## Investigación
Durante años se desempeñó como investigadora y como coordinadora de investigación. En particular, fue coordinadora del Programa de Investigación Provincial de la Subsecretaría de Desarrollo Humano y Familia, dependiente del entonces Ministerio de la Familia y Promoción Social, desarrollando tareas de diseño, coordinación y desarrollo de programas de Investigación. Integró el equipo directivo como Coordinadora de Investigación y Desarrollo Educativo en el Instituto Superior de Formación Docente N° 801 Juana Manso. Fue autora y coautora de diversas investigaciones, incluyendo «Formación Ética y Ciudadana: diagnóstico, logros y desafíos para la consolidación de ciudadanía democrática», «Las Políticas Públicas en torno a la educación en la Provincia del Chubut en el periodo 1997 – 2002: un estudio sobre el proceso de regulación, invención y configuración del Tercer Ciclo de la EGB» y «Evaluación del tronco común del Diseño Curricular del Profesorado de Educación Especial en Discapacidad Visual implementado en el ISFD N° 801 a partir del año 2000». 

## Desempeño en capacitación
Su carrera en capacitación comenzó en el año 2000, dictando Talleres de Formación Pedagógica y Orientación Didáctica en el Ministerio de Salud y Talleres de Estrategias de Aprendizaje. A través de los años, ejerció múltiples roles como formadora y ForFor (Formadora de Formadores) en diferentes marcos, incluyendo: educación (Métodos de Estudio y Expresión Oral, Estrategias de Aprendizaje, Mediación Escolar, entre otros), liderazgo (Teoría Organizacional y Gestión, Formación Integral de Voluntarios y Líderes Comunitarios), derechos sociales (¿Derechos del sujeto o Sujeto de derechos?, Servicios de Protección de Derechos) y sexualidad (ESI).

## Disertaciones
Entre otras:
- Ponente en el Encuentro Patagónico preparatorio del Vº Congreso Mundial por los Derechos de la Infancia y la Adolescencia
- Ponente en el III Congreso Latinoamericano de Niñez, Adolescencia y Familia, organizado por ALAMFP y ONAF[14] (Asociación Latinoamericana de Magistrados, Funcionarios, Profesionales y Operadores de Niñez, Adolescencia y Familia)
- Expositora en la 1.ª jornada Patagónica sobre el Desarrollo de la Ciencia Política.
- Expositora en el 15 Congreso Interprovincial de Entidades Vecinales. 7º Nacional e Internacional y 3º del Mercosur.
- Expositora en el IV Congreso Nacional de Ciencia Política. “Desempeño Institucional y Control Democrático a Fines de Siglo”.

## Militancia política, social y sindical
En los 2000 militó intensamente formando líderes sociales y voluntarios de las organizaciones de la sociedad civil en temáticas vinculadas al liderazgo, conducción de equipos, construcción de metas, elaboración de proyectos para acceder a fuentes de financiamiento externas, estrategias comunicacionales, manejo de presupuesto y elaboración de presupuesto participativo (temática por la cual asistió al Foro Social Mundial de Porto Alegre).
En la misma línea, formó en políticas sociales a los futuros Licenciados en Trabajo Social, organizando también ponencias públicas de alumnos sobre sus propuestas de políticas sociales para su comunidad local y regional. 
En el año 2000 también comenzó su militancia sindical en la Asociación Trabajadores del Estado de la Provincia de Chubut y en la Central de Trabajadores de Argentina Autónoma, asumiendo distinto nivel de responsabilidades con el correr de los años. Fue delegada del Programa Preventivo y Libertad Asistida de Rawson, Secretaria de Formación de la Conducción Provincial, Secretaria Administrativa, Secretaria de Finanzas, integrante del equipo de formación nacional, tutora de aulas virtuales en la escuela Libertario Ferrari, integrante del equipo de salud y seguridad laboral, y otros cargos en ATE.
A lo largo de los años, fue enfocando su perfil hacia la conducción política asumiendo en septiembre del 2020 como Subsecretaria de Desarrollo Humano y Familia quedando a cargo de residencias de adultos mayores, niños y niñas, adolescentes, servicios de protección de derechos, oficinas de adopciones, centros de acción familiar, dispositivos penales juveniles, entre otros. A fines de 2021 fue designada como Ministra de Desarrollo Social, Familia, Mujer y Juventud, cargo que ocupa hasta la actualidad y donde continúa su militancia barrial y comunitaria.